# Vladislava Urazova
Vladislava Urazova (russo:  Владислава Сергеевна Уразова; IPA: [vɫədʲɪˈsɫavə ʊˈrazəvə]; Rostóvia do Dom, 14 de agosto de 2004) é uma ginasta artística russa, campeã olímpica.

## Carreira

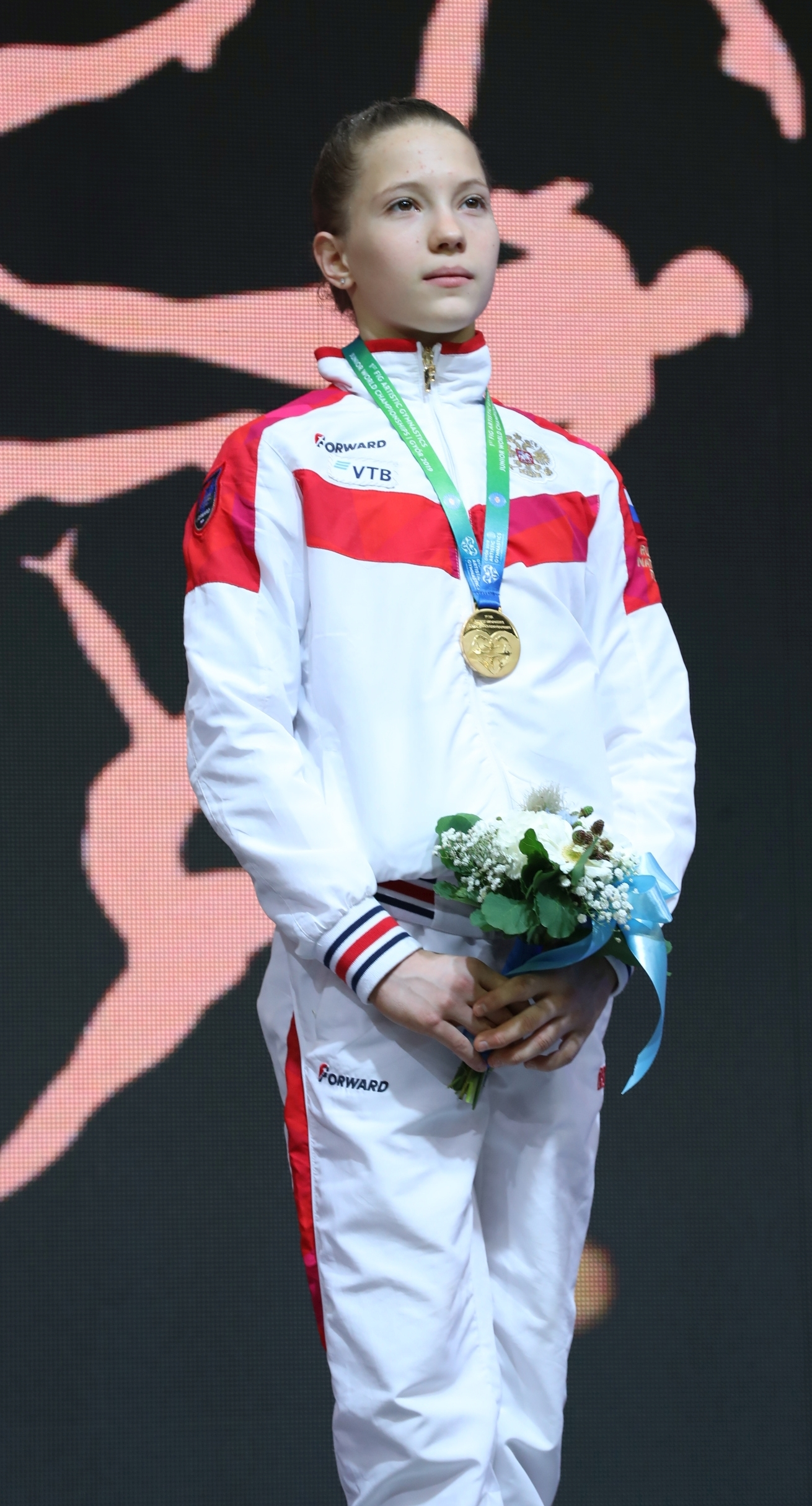
Urazova no Campeonato Mundial Juvenil de 2019

### Júnior

#### 2017
Urazova competiu no Campeonato Nacional Russo em abril, na divisão KMS. Ela ficou em quarto lugar no individual geral e no solo, e ganhou a medalha de ouro na prova do salto. Em dezembro, competiu na Copa Voronin, na qual ganhou o ouro no salto e solo, além da prata no individual geral, ficando atrás de Aleksandra Shchekoldina.

#### 2018
Em abril, Urazova competiu no Troféu da Cidade de Jesolo. Ela ajudou a Rússia a ganhar a prata na final por equipes, ficando atrás do time italiano, e individualmente, ganhou o ouro no individual geral. Na final por aparelhos, ganhou o ouro na trave de equilíbrio e solo, e bronze no salto, atrás de Célia Serber da França e da italiana Asia D'Amato.
Em julho, competiu no Campeonato Nacional Russo, no qual conquistou a prata no individual geral, ficando atrás de Ksenia Klimenko. Ela se qualificou para todas as finais por aparelhos, e ganhou o ouro no salto, solo e trave de equilíbrio, e ficou em sexto lugar nas paralelas assimétricas.
Urazova foi escolhida para representar a Rússia no Campeonato Europeu ao lado de Olga Astafyeva, Ksenia Klimenko, Irina Komnova e Yana Vorona. Elas conquistaram a prata na final por equipes, ficando atrás da Itália. No individual geral, após cair duas vezes das paralelas assimétricas, ficou em 20º lugar. Na final por aparelhos, a ginasta ficou em 7º lugar no salto e em 5º no solo.
Em dezembro, Urazova competiu na Copa Voronin, na qual ganhou o ouro no individual geral, salto e solo, e a prata nas paralelas e na trave de equilíbrio, respectivamente atrás de Lee Yun-Seo da Coréia do Sul e da compatriota Elena Gerasimova.

#### 2019
Urazova competiu no Troféu da Cidade de Jesolo como a atual campeã júnior do individual geral. Ela ajudou a Rússia a ganhar o ouro na final por equipes, ganhando do time dos Estados Unidos. No individual geral, ganhou a prata, ficando atrás da americana Konnor McClain. Na final por aparelhos, finalizou em 4º lugar no salto, além de conquistar o ouro nas paralelas e a prata no solo.
Em maio, competiu no Campeonato Nacional Russo, no qual ganhou o ouro no individual geral. Ela também se qualificou para todas as finais por aparelhos, ganhando o ouro no salto e paralelas, a prata no solo e ficando em 4º lugar na trave de equilíbrio.
Em junho, Urazova competiu no primeiro Campeonato Mundial Júnior, ao lado de Viktoria Listunova e Elena Gerasimova. Juntas, ganharam o ouro na final por equipes, finalizando a prova 2.157 pontos à frente da China, que ficou em segundo lugar. Individualmente, conquistou a prata no individual geral, atrás da compatriota Listunova. Nas finais por aparelhos, Urazova ganhou o ouro nas paralelas, o bronze no salto, ficando atrás da americana Kayla DiCello e da britânica Jennifer Gadirova, e finalizou em 4º lugar na trave de equilíbrio.
Em agosto, Urazova disputou a Copa da Rússia na categoria sênior, mesmo sendo da categoria júnior. Após dois dias de competição, ela ganhou o individual geral, finalizando mais de 4 pontos à frente da segunda colocada Angelina Melnikova. Nas finais por aparelhos, Urazova ganhou o ouro no solo, ficando à frente de Gerasimova e da ginasta sênior Lilia Akhaimova, além da prata nas paralelas, atrás de Daria Spiridonova e do bronze na trave de equilíbrio, ficando atrás de Yana Vorona e Elena Gerasimova, também ginastas da categoria júnior.
No final de novembro, competiu no Top Gym Tournament, junto com um time composto pela compatriota Gerasimova e as canadenses Natasha Lopez e Jenna Sartoretto. Urazova conquistou o ouro na final por equipes, no individual geral e também nas finais de salto, paralelas e solo.

### Sênior

#### 2021
Urazova entrou na categoria sênior em 2020, mas não competiu devido à pandemia de COVID-19. Ela fez sua primeira aparição como ginasta sênior no Campeonato Nacional Russo de 2021, no qual pontuou 56.299 nas qualificatórias, tendo a segunda maior pontuação do dia, atrás somente de Viktoria Listunova. Durante a final conquistou a maior pontuação, com 57.365 pontos. Contudo, a soma de suas pontuações foi menor que a de Listunova, o que fez com que ela ficasse com a prata. Na final por aparelhos, Urazova ganhou o ouro nas paralelas, bronze no solo, atrás de Angelina Melnikova e Listunova e ficou em 7º lugar na trave, após diversas quedas.
Em abril, foi anunciado que Urazova faria sua primeira aparição internacional na categoria sênior no Campeonato Europeu em Basiléia, Suíça, ao lado de Melnikova, Listunova e Gerasimova. Durante as qualificatórias, finalizou em 3º lugar no individual geral e 2º nas paralelas assimétricas; porém Melnikova e Listunova conseguiram uma nota maior que Urazova no individual geral, portanto a ginasta não se classificou para a final. Na final por aparelhos, conquistou a prata nas paralelas, ficando atrás de Melnikova.
Urazova disputou a Copa da Rússia em junho. Durante as qualificatórias, finalizou em 2º lugar, atrás de Melnikova. Na final do individual geral a ginasta finalizou novamente em 2º lugar, mas dessa vez atrás de Listunova. Após a competição, Valentina Rodionenko, técnica da categoria sênior do time de ginástica artística russo, anunciou que Urazova estaria no time olímpico, ao lado de Melnikova e Listunova.
Nos Jogos Olímpicos, Urazova se classificou para a final do individual geral e da trave; ela pontuou o suficiente para se classificar para a final de paralelas assimétricas, mas não conseguiu devido à limitação de duas ginastas por país e ao fato das compatriotas Anastasia Ilyankova e Melnikova terem pontuações mais altas. Também, ela ajudou o time do Comitê Olímpico Russo a se classificar no surpreendente primeiro lugar, à frente dos Estados Unidos. Durante a final por equipes, Simone Biles se retirou da prova após o salto; Urazova competiu nos quatro aparelhos. Apesar de Urazova e da colega de time Melnikova terem caído da trave de equilíbrio, o time russo teve uma boa performance nos outros aparelhos e conquistou o ouro, com mais de 3 pontos acima do time americano, que ficou em segundo lugar. Durante a final do individual geral, a ginasta acertou todas as suas performances, e conseguiu a maior pontuação do dia na trave de equilíbrio. Contudo, ela finalizou a prova em 4º lugar, atrás da norte-americana Sunisa Lee, da brasileira Rebeca Andrade e da compatriota Melnikova.
Em setembro, Urazova disputou o Campeonato Mundial, ao lado de Maria Minaeva, Yana Vorona e Melnikova. Na qualificatória, ela caiu durante seu salto, o que fez com que ele fosse creditado como um salto de valor menor, mas se recuperou, finalizando a prova em 5º lugar. A ginasta também se classificou para as finais de solo e paralelas. Nas finais, Urazova ficou em 4º lugar no individual geral e no solo, e em 7º lugar nas barras paralelas.

## Histórico competitivo

### Juvenil
| Ano  | Evento                     | Equipe           | AA               | VT                | UB               | BB                | FX               |
| ---- | -------------------------- | ---------------- | ---------------- | ----------------- | ---------------- | ----------------- | ---------------- |
| 2017 | Campeonato Russo           |                  | 4                | Medalha de ouro   |                  |                   | 4                |
| 2017 | Copa Voronin               |                  | Medalha de prata | Medalha de ouro   |                  |                   | Medalha de ouro  |
| 2018 | Troféu Cidade de Jesolo    | Medalha de ouro  | Medalha de ouro  | Medalha de bronze |                  | Medalha de ouro   | Medalha de ouro  |
| 2018 | Campeonato Russo           |                  | Medalha de ouro  |                   | Medalha de prata | 4                 | 4                |
| 2018 | Campeonato Europeu         | Medalha de prata | 20               | 7                 |                  |                   | 5                |
| 2018 | Copa Voronin               |                  | Medalha de ouro  | Medalha de ouro   | Medalha de prata | Medalha de prata  | Medalha de ouro  |
| 2019 | City of Jesolo Trophy      | Medalha de ouro  | Medalha de prata | 4                 | Medalha de ouro  |                   | Medalha de prata |
| 2019 | Campeonato Russo           |                  | Medalha de ouro  | Medalha de ouro   | Medalha de ouro  | 4                 | Medalha de prata |
| 2019 | Campeonato Mundial Juvenil | Medalha de ouro  | Medalha de prata | Medalha de bronze | Medalha de ouro  | 4                 |                  |
| 2019 | Copa da Rússia             |                  | Medalha de ouro  |                   | Medalha de prata | Medalha de bronze | Medalha de ouro  |
| 2019 | Top Gym                    | Medalha de ouro  | Medalha de ouro  | Medalha de ouro   | Medalha de ouro  |                   | Medalha de ouro  |

### Sênior
| Ano  | Evento              | Equipe           | AA               | VT | UB               | BB | FX                |
| ---- | ------------------- | ---------------- | ---------------- | -- | ---------------- | -- | ----------------- |
| 2021 | Campeonato Nacional | Medalha de prata | Medalha de prata |    | Medalha de ouro  | 7  | Medalha de bronze |
| 2021 | Campeonato Europeu  |                  |                  |    | Medalha de prata |    |                   |
| 2021 | Copa da Rússia      |                  | Medalha de prata |    | Medalha de ouro  | 7  | Medalha de ouro   |
| 2021 | Jogos Olímpicos     | Medalha de ouro  | 4                |    |                  | 8  |                   |
| 2021 | Campeonato Mundial  | N/A              | 4                |    | 7                |    | 4                 |